# Skyer (film)
|  | Denne artikel er oprettet af botten PalnaBot ud fra en ekstern database. Den kan derfor have sproglige fejl eller mangler. Denne skabelon kan fjernes efter kontrol af indholdet. |

 For alternative betydninger, se Skyer (flertydig). (Se også artikler, som begynder med Skyer)
Skyer er en film instrueret af Hans-Henrik Jørgensen efter manuskript af Hans-Henrik Jørgensen.

## Handling
Et ordløst billeddigt om alverdens smukke, forskellige og bevægelige skyformationer.